# Fifth Gear
Fifth Gear is een Engels televisieprogramma over auto's. Het programma was van 2002 tot 2011 te zien op het Britse commerciële Five en vanaf 2012 op Discovery Channel. Het programma duurt 45 minuten en gaat over auto's. Fifth Gear wordt geproduceerd door North One Television. Fifth Gear begon in 2002 op basis van het format van Top Gear (1977), waar de BBC kort daarvoor de stekker uit had getrokken. Channel Five wilde het programma voortzetten en kocht het concept. De naam Top Gear mocht Five echter niet gebruiken en zo ontstond Fifth Gear. 

## Presentators
- Tiff Needell (2002-heden)
- Vicki Butler-Henderson (2002-heden)
- Tom Ford (2002-2009)
- Adrian Simpson (2002-2006)
- Quentin Willson (2002-2005)
- Jason Plato (2004-heden)
- Jonny Smith (2006-heden)

## Seizoenen
| Seizoen | Afleveringen | Periode                              |
| ------- | ------------ | ------------------------------------ |
| 1       | 11           | 8 april 2002 - 17 juni 2002          |
| 2       | 8            | 7 oktober 2002 - 25 november 2002    |
| 3       | 9            | 12 maart 2003 - 21 mei 2003          |
| 4       | 10 + Special | 26 september 2003 - 22 december 2003 |
| 5       | 10           | 29 maart 2004 - 31 mei 2004          |
| 6       | 10           | 11 oktober 2004 - 13 december 2004   |
| 7       | 10           | 21 maart 2005 - 23 mei 2005          |
| 8       | 10           | 10 oktober 2005 - 19 december 2005   |
| 9       | 13           | 10 april 2006 - 24 juli 2006         |
| 10      | 13           | 25 september 2006 - 18 december 2006 |
| 11      | 10           | 30 april 2007 - 2 augustus 2007      |
| 12      | 8            | 3 september 2007 - 22 oktober 2007   |
| 13      | 10           | 21 januari 2008 - 24 maart 2008      |
| 14      | 8            | 11 augustus 2008 - 29 september 2008 |
| 15      | 8            | 5 januari 2009 - 23 februari 2009    |
| 16      | 8            | 8 juni 2009 - 27 juli 2009           |
| 17      | 10           | 3 juni 2010 - 12 augustus 2010       |
| 18      | 10           | 8 oktober 2010 - 10 december 2010    |
| 19      | 10           | 15 april 2011 - 15 juli 2011         |
| 20      | 10           | 14 oktober 2011 - 30 december 2011   |
| 21      | 9            | 3 september 2012 - 29 oktober 2012   |
| 22      | 9            | 11 februari 2013 - 8 april 2013      |
| 23      | 9            | 13 september 2013 - 11 november 2013 |
| 24      | 9            | 24 februari 2014 - 21 april 2014     |
| 25      | 6            | 6 maart 2015 - 9 april 2015          |
| 26      | 6            | 2 juli 2015 - 13 augustus 2015       |
| 27      | 8            | 2 september 2018 - 25 oktober 2018   |
| 28      | 10           | 3 oktober 2019 - 5 december 2019     |

## Fifth Gear Europe
Sinds 2009 is er ook een Europese editie van Fifth Gear, Fifth Gear Europe, die wordt uitgezonden door Discovery Channel. Naast de bekende presentatoren Tom Ford en Jonny Smith figureren in deze serie ook nieuwe presentatoren uit diverse landen, waaronder de Duitser Tim Schrick, de Sloveen Ziga Colja en de Nederlander Frank Jacobs.